# Violenza sessuale (ordinamento italiano)
«Chiunque, con violenza o minaccia o mediante abuso di autorità costringe taluno a compiere o subire atti sessuali è punito con la reclusione da sei a dodici anni. Alla stessa pena soggiace chi induce taluno a compiere o subire atti sessuali:
1. abusando delle condizioni di inferiorità fisica o psichica della persona offesa al momento del fatto;
2. traendo in inganno la persona offesa per essersi il colpevole sostituito ad altra persona».

La violenza sessuale è un reato contro la persona disciplinato dagli art. 609 bis e segg. del codice penale italiano.
Il legislatore disciplinando il reato di violenza sessuale ha articolato due fattispecie principali: la violenza sessuale per costrizione e la violenza sessuale per induzione, per le quali ha stabilito una pena che va da sei a dodici anni di reclusione, nonché altre fattispecie per le quali ha previsto pene edittali anche maggiori.
Nel 2010 Everyone, associazione consulente dell'Alta Corte dei Diritti Umani per le Nazioni Unite, ha riscontrato che circa il 40% degli stupri che avvengono in Italia accadono nelle carceri .

## Storia
La originaria previsione del codice penale distingueva tra due distinte fattispecie delittuose:
- la violenza carnale;
- gli atti di libidine violenti.

Entrambi i delitti erano previsti nel Libro II, Titolo IX, Capo I del codice, sotto la rubrica "Dei delitti contro la libertà sessuale", nell'ambito della categoria dei "Delitti contro la moralità e il buon costume". 
Alla stessa pena soggiace chi si congiunge carnalmente con persona che al momento del fatto:
1) non ha compiuto gli anni 14;

2) non ha compiuto gli anni sedici, quando il colpevole ne è l'ascendente o il tutore, ovvero è un'altra persona cui il minore è affidato per ragioni di cura, di educazione, d'istruzione, di vigilanza o di custodia;

3) è malata di mente, ovvero non è in grado di resistergli a cagione delle proprie condizioni d'inferiorità psichica o fisica, anche se questa è indipendente dal fatto del colpevole;

4) è stata tratta in inganno, per essersi il colpevole sostituito ad altra persona.»
Congiunzione carnale violenta. Si tratta di un reato in due tempi, il primo rappresentato dalla costrizione violenta o minacciosa, il secondo dall'atto materiale della congiunzione carnale.
Gli "Atti di libidine violenti", preveduti dall'art. 521 c.p., si distinguevano dalla violenza carnale, sul piano dell'elemento materiale del reato, atteso che la condotta sanzionata consisteva nel compimento di "atti di libidine diversi dalla congiunzione carnale" ed erano puniti con la medesima pena edittale prevista dall'art. 519 c.p., ridotta di un terzo.
Con la novella introdotta dalla L. 15 febbraio 1996, n. 66, che ha abrogato il predetto Capo I, la materia è stata più correttamente inquadrata all'interno della categoria dei delitti contro la persona (precisamente quelli contro la libertà personale), ponendo in rilievo il carattere offensivo delle condotte punite nei confronti del bene giuridico della libertà sessuale e non più di quelli della moralità e del buon costume, ed è ora disciplinata dagli artt. 609-bis e seguenti c.p.
Il Legislatore ha, così, posto sullo stesso piano tutte le condotte lesive del bene giuridico protetto, eliminando la distinzione fondata sul criterio della congiunzione carnale, e sanzionandole in maniera assai più severa, con la pena della reclusione da cinque a dieci anni, sebbene al comma 3 dell'art. 609-bis abbia preveduto la ipotesi dei "casi di minore gravità", per i quali la suddetta pena è diminuita in misura non eccedente i due terzi.
L'art. 609-septies c.p. prevede che lo stupro e altra violenza sessuale siano perseguiti solo dopo che la vittima abbia presentato querela di parte. Per presentare tale querela, la vittima ha 12 mesi dalla data del reato. Oltre la scadenza dei 12 mesi, il reato non è perseguibile. Se la vittima presenta querela nei tempi stabiliti (12 mesi dal reato) il reato può comunque andare in prescrizione, regolata da art. 157 c.p. (15 anni). 
L'art. 609-bis c.p. prevede la pena della reclusione da cinque a dieci anni per 
- chiunque con violenza o minaccia o mediante abuso di autorità costringe taluno a compiere o subire atti sessuali;
- chi induce taluno a compiere o subire atti sessuali:

- abusando delle condizioni di inferiorità fisica o psichica della persona offesa al momento del fatto;
- traendo in inganno la persona offesa per essersi il colpevole sostituito ad altra persona.
L'ultimo comma della predetta disposizione stabilisce una diminuzione della pena non eccedente i due terzi per i casi di minore gravità.
L'art. 609-ter (Circostanze aggravanti) stabilisce la pena della reclusione dai 6 ai 12 anni se la violenza è commessa:
1. nei confronti di una persona che non ha compiuto gli anni quattordici;
2. nei confronti di persona che non ha compiuto gli anni sedici della quale il colpevole sia l'ascendente, il genitore anche adottivo, il tutore;
3. con l'uso di armi o di sostanze alcoliche, narcotiche o stupefacenti o di altri strumenti o sostanze gravemente lesivi della salute della persona offesa;
4. da persona travisata o che simuli la qualità di pubblico ufficiale o di incaricati di servizi pubblici;
5. su persona comunque sottoposta a limitazioni della libertà personale;
5.-bis all'interno o nelle immediate vicinanze di istituto d'istruzione o di formazione frequentato dalla persona offesa
L'art 609-quater c.p. disciplina la fattispecie di "atti sessuali con minorenne", punita con la medesima pena prevista per l'art 609-bis c.p. In questa situazione si punisce chi compie atti sessuali al di fuori delle ipotesi precedenti (quindi senza costrizione o induzione)  ai danni di:
- chi non ha compiuto gli anni quattordici
- chi non ha compiuto gli anni sedici, quando il colpevole sia legato al minore da una relazione qualificata (genitore, tutore, convivente, ovvero altra persona cui per ragioni di cura, vigilanza, custodia, istruzione il minore è affidato)
Nel terzo comma l'articolo punisce anche chi compie atti sessuali con minore di anni 18 e maggiore di anni 16, sempre che i due soggetti siano legati da una relazione qualificata e che il colpevole abusi dei poteri connessi alla sua posizione.
E' importante sottolineare che il 4 comma dichiara non punibile chi compie atti sessuali con un minore che abbia compiuto almeno 13 anni, se la differenza di età tra i soggetti non è superiore ai tre anni.
Un'altra fattispecie di violenza sessuale è quella di gruppo (articolo 609-octies): i coautori sono puniti con la reclusione da 6 a 12 anni. Se la violenza sessuale è commessa su minori di anni dieci la pena è la reclusione da 7 a 14 anni.
Gli artt. 609-bis e seguenti del codice penale italiano puniscono non solo lo stupro - inteso come congiunzione carnale non consensuale - ma più in generale qualsiasi costrizione a compiere o subire atti sessuali. La giurisprudenza della Cassazione ha interpretato questo concetto in modo via via più estensivo.

## Fattispecie principali
L'art. 609 bis del codice penale individua: al primo comma la violenza sessuale per costrizione, prevedendo quali modalità esecutive la costrizione, la minaccia e l'abuso di autorità; al secondo comma, la violenza sessuale per induzione, determinando le modalità esecutive nell'abuso di condizioni di inferiorità fisica o psichica della persona offesa e l'inganno con sostituzione di persona.

### Procedibilità
L'art. 609-septies c.p. prevede che lo stupro e altra violenza sessuale siano perseguiti solo dopo che la vittima abbia presentato querela di parte. Per presentare tale querela, la vittima ha a disposizione un anno dalla data del reato. Oltre la scadenza dell’anno, il reato non è perseguibile. Lo stesso articolo prevede però una serie di casi in cui il reato è perseguibile d'ufficio: 1) se la vittima del reato non ha compiuto gli anni 18;  2) se il fatto è commesso dal genitore, anche adottivo, o dal di lui convivente, dal tutore, ovvero da altra persona cui il minore è affidato per ragioni di cura, di educazione, di istruzione, di vigilanza o di custodia; 3) se il fatto è commesso da un pubblico ufficiale o da un incaricato di pubblico servizio nell'esercizio delle proprie funzioni; 4) se il fatto è connesso con altro delitto per il quale si deve procedere d'ufficio; 5) se la persona offesa non ha compiuto gli anni 10, nel caso di reato di atti sessuali con minorenne, (art. 609 quater, ultimo comma, con pena della reclusione da 12 a 24 anni).

### Bene giuridico protetto
Il bene giuridico protetto dalla norma nella fattispecie per costrizione è la libertà sessuale dell'individuo, ossia, in positivo, nel diritto di ciascuno di esplicare liberamente le proprie inclinazioni personali e, in negativo, nel diritto di impedire che il proprio corpo possa essere senza consenso utilizzato da altri ai fini di soddisfacimento erotico..
Nella fattispecie per induzione, invece, il bene giuridico protetto, secondo una parte della dottrina, deve essere individuato nella libertà sessuale, altri, invero, nella intangibilità sessuale.
È bene evidenziare che il bene giuridico non sia ravvisabile nella libertà sessuale qualora il reato sia compiuto nei confronti di un soggetto infraquattordicenne come nel caso del primo comma dell'art. 609 quater (atti sessuali con minorenne). Il minore infatti non può effettuare libere scelte di azione nella sfera sessuale, perciò in questo caso si tutela l'integrità fisio-psichica del minore con riferimento alla sfera sessuale, nella prospettiva di un corretto sviluppo della sessualità del medesimo.

### Soggetto attivo
Il soggetto attivo del reato può essere chiunque, senza distinzioni di genere, orientamento sessuale o altre caratteristiche personali.

### Fattispecie obiettiva
Il fatto di reato è costituito dal compimento di atti sessuali. La nozione di atti sessuali è dibattuta in dottrina e giurisprudenza. Secondo una corrente per atti sessuali si deve intendere l'intera gamma degli atti di libidine. Altra corrente, invece, ne dà una nozione maggiormente restrittiva limitandola alle sole molestie sessuali.

### Consumazione
Il reato si consuma nel luogo e nel momento in cui avviene l'atto sessuale. Il compimento di atti sessuali tra loro intervallati da un apprezzabile periodo di tempo non integra un unico reato bensì plurimi reati unificati dal vincolo della continuazione.

## Altre fattispecie
È prevista la pena della reclusione dai 9 ai 18 anni se la violenza è commessa:
1. nei confronti di una persona che non ha compiuto gli anni quattordici;
2. nei confronti di persona che non ha compiuto gli anni sedici della quale il colpevole sia l'ascendente, il genitore anche adottivo, il tutore;
3. con l'uso di armi o di sostanze alcoliche, narcotiche o stupefacenti o di altri strumenti o sostanze gravemente lesivi della salute della persona offesa;
4. da persona travisata o che simuli la qualità di pubblico ufficiale o di incaricati di servizi pubblici;
5. su persona comunque sottoposta a limitazioni della libertà personale;
5.-bis all'interno o nelle immediate vicinanze di istituto d'istruzione o di formazione frequentato dalla persona offesa.
Rientra nella fattispecie descritta anche l'indurre taluno a compiere o subire atti sessuali abusando delle condizioni di inferiorità fisica o psichica di questo o traendolo in inganno, quindi nel caso che la vittima non sia in grado di resistere. Un'altra fattispecie di violenza sessuale è quella di gruppo: i coautori sono puniti con la reclusione da 8 a 14 anni. 
Per rimediare alla violenza sessuale ed evitare la pena esisteva il cosiddetto "matrimonio riparatore", il quale prevedeva l'annullamento del reato se il violentatore contraeva matrimonio con la persona violentata (solo essendo ambedue maggiorenni) facendosi anche carico economicamente di ogni necessità della coppia nascente.
Il 5 agosto 1981 con la legge N. 442 vengono abrogate, dal parlamento italiano, le disposizioni sul delitto d´onore e sul matrimonio riparatore.

## Casi storici e fatti di costume
In Italia il Codice Rocco classificava i reati di violenza sessuale e incesto rispettivamente tra i "delitti contro la moralità pubblica e il buon costume" (divisi in "delitti contro la libertà sessuale" e "offese al pudore e all'onore sessuale) e tra i "delitti contro la morale familiare". In pratica, si trattava di un crimine contro la dignità personale e la moralità pubblica, ma non contro la persona stessa. Inoltre, l'articolo 544 c.p. ammetteva il "matrimonio riparatore": secondo questo articolo del codice, l'accusato di delitti di violenza carnale, anche su minorenne, avrebbe avuto estinto il reato nel caso di matrimonio con la persona offesa.
Ad aggravare la situazione, in alcune zone dell'Italia meridionale vi era il costume della "fujitina" ("fuga" in lingua siciliana, semanticamente quasi simile a "scappatella", ma con accezione sociale differente): esempio di matrimonio per rapimento, in cui però si presumeva che rapitore e rapita fossero complici per sfuggire all'opposizione della famiglia di lei all'unione in matrimonio. Mettendo i genitori della ragazza di fronte al fatto compiuto, ed essendo la ragazza "compromessa", si costringeva la sua famiglia ad accettare il matrimonio come "riparatore". Il costume della "fuitina" rendeva possibile argomentare, in caso di rapimento a scopo di stupro, che si era invece trattato di una fuga consenziente.

Franca Viola in una foto d'epoca

Negli anni sessanta, la vicenda di Franca Viola segnò un'evoluzione nel costume italiano, e siciliano in particolare. Franca era una giovane siciliana che nel 1965, a 17 anni, venne sequestrata e violentata per più giorni da Filippo Melodia, suo spasimante sempre respinto, il quale probabilmente contava anche sulla clausola del matrimonio riparatore. Con l'appoggio del padre, Franca non accettò il matrimonio ma denunciò il suo aggressore per sequestro di persona. Malgrado le intimidazioni alla famiglia di Franca, e soprattutto i tentativi della difesa di screditare la sua moralità attribuendole la partecipazione a una "fuitina" con l'accusato, quest'ultimo fu condannato.

Franca Viola in visita dal Papa

In molte parti del mondo, dagli anni settanta ci sono stati molti processi per stupro e tale reato è diventato un crimine contro la persona, anziché contro la dignità personale o la moralità pubblica. Questo cambiamento è stato promosso e ottenuto in primo luogo grazie all'azione del movimento femminista, particolarmente attivo in quel periodo. In diversi Stati il Movimento di liberazione delle donne creò i primi centri per vittime degli stupri. Questo movimento fu guidato dell'Organizzazione Nazionale per le Donne (NOW, National Organization for Women). Uno dei primi centri per le vittime da stupro, il Washington Rape Crisis Center, venne aperto nel 1972 per capire gli effetti dello stupro sulle vittime.
Anche in Italia dagli anni settanta in poi, l'azione del movimento femminista e la sensazione causata da alcuni fatti di cronaca particolarmente efferati contribuirono a un graduale cambiamento di mentalità rispetto allo stupro. In particolare, due processi sconvolsero l'opinione pubblica.

Donatella Colasanti mentre viene trasportata in ospedale, 1975

Il primo riguardò la vicenda di Donatella Colasanti e Rosaria Lopez, che nel 1975 furono invitate a partecipare a una festa e quindi sequestrate e torturate da Giovanni Guido, Angelo Izzo e Andrea Ghira - tre giovani della Roma "bene". 
Donatella Colasanti era rappresentata dall'avvocata Tina Lagostena Bassi, che si segnalò per le arringhe asciutte e crude nei termini. Per l'atrocità delle sevizie inferte, che causarono la morte di Rosaria e danni fisici e psichici incalcolabili a Donatella, il sequestro passò alla storia come il massacro del Circeo.

Tina Lagostena Bassi, avvocato al Processo per stupro

Il secondo, chiamato il Processo per gli stupri di Nettuno ebbe luogo nel 1978 e fu il primo processo per stupro mandato in onda dalla Rai, il 26 aprile 1979, come documentario dal titolo Processo per stupro. L'intento della regista Loredana Dordi era quello di documentare un meccanismo sociale segnalato in molti congressi femministi a livello internazionale, cioè che durante un processo per stupro la vittima si trasformava in imputata. Registrato al Tribunale di Latina, il documentario fu seguito da nove milioni di telespettatori, insignito del Prix Italia e presentato a svariati festival del cinema; se ne conserva oggi una copia al Museum of Modern Art di New York. La vittima del processo filmato era una giovane di 18 anni, che denunciò per violenza carnale un gruppo di quattro uomini. Il processo fu reso difficile dal fatto che la vittima conosceva uno degli imputati e non presentava segni di percosse o maltrattamenti. Come difensore di parte civile, ancora una volta l'avvocata Tina Lagostena Bassi. In un'intervista del 2007, Lagostena Bassi dichiara:
Gli avvocati difensori al processo inquisirono sui dettagli della violenza e sulla vita privata della persona offesa, al fine di addossarle la responsabilità della violenza, tanto che a un certo punto Tina Lagostena Bassi sente la necessità di ribadire che il suo ruolo non è quello di difendere la giovane che ha denunciato i quattro imputati. L'atteggiamento mentale che emergeva in aula era che una donna "di buoni costumi" non poteva essere violentata; che se c'era stata una violenza, questa doveva evidentemente essere stata provocata da un atteggiamento sconveniente da parte della donna; che se non c'era una dimostrazione di avvenuta violenza fisica o di ribellione, la donna doveva essere consenziente.
Tristemente noto fu anche il sequestro e lo stupro di gruppo di Franca Rame da parte di un gruppo di neofascisti nel 1973, benché la Rame racconterà l'episodio in forma indiretta nel monologo teatrale Lo stupro nel 1975, e solamente nel 1987 dichiarerà che si trattava di un racconto autobiografico. L'entità dell'evento emerse completamente dopo la conclusione del processo, nel 1998, quando si seppe che lo stupro era stato "ispirato" da alcuni alti ufficiali della divisione dei Carabinieri Pastrengo, per cui si parlò di "stupro politico" e "stupro di Stato". Oscar Luigi Scalfaro, allora presidente della Repubblica, presentò pubbliche scuse alla Rame.
Nel 1981 venne modificato il Codice Rocco riguardo alle cause d'onore. In particolare venne abrogato l'articolo 544 del codice penale italiano che ammetteva il "matrimonio riparatore": secondo questo articolo del codice, l'accusato di delitti di violenza carnale, anche su minorenne, avrebbe avuto estinto il reato nel caso di matrimonio con la persona offesa. Questo articolo fu abrogato con l'articolo 1 della legge n. 442/1981.
Fino al 1996 rimase in vigore la sezione del Codice Rocco per il quale la violenza sessuale ledeva la moralità pubblica: i reati di violenza sessuale e di incesto erano rispettivamente parte "Dei delitti contro la moralità pubblica e il buon costume" (divisi in "delitti contro la libertà sessuale" e "offese al pudore e all'onore sessuale") e "Dei delitti contro la morale familiare". Con la legge n. 66 del 15 febbraio 1996, "Norme contro la violenza sessuale", si afferma il principio per cui lo stupro è un crimine contro la persona, che viene coartata nella sua libertà sessuale, e non contro la morale pubblica.